# Киллион, Редли
Редли А. Киллион (англ. Redley A. Killion; род. 23 октября 1951, Чуук) — политик и государственный деятель Микронезии, два срока занимавший пост Вице-президента Федеративных штатов Микронезии с мая 1999 по май 2007 года.

## Биография
Киллион из штата Чуук. Он имеет степень бакалавра экономики Гавайского университета в Маноа и степень магистра экономики Университета Вандербильта.

## Карьера
Киллион начал свою карьеру в 1974 году, работая в Департаменте ресурсов и развития, и с 1979 по 1986 год занимал должность первого директора Департамента ресурсов и развития штата Чуук.
В 1987 году был избран сенатором на 5-м Конгрессе Федеративных Штатов Микронезии и работал в конгрессе, пока не был избран вице-президентом Федеративных Штатов Микронезии в 1999 году.

## Личная жизнь
У Киллиона девять детей.